# (8722) Schirra
(8722) Schirra est un astéroïde de la ceinture principale.

## Description
(8722) Schirra est un astéroïde de la ceinture principale. Il fut découvert le 19 août 1996 à Granville (Ohio) par Richard G. Davis. Il présente une orbite caractérisée par un demi-grand axe de 2,39 UA, une excentricité de 0,30 et une inclinaison de 5,9° par rapport à l'écliptique.

## Compléments